# Eduard Stritt
Eduard Stritt (ur. 7 marca 1870 w Grafenhausen, Schwarzwald, zm. 8 lutego 1937 w Freiburgu) – niemiecki malarz na szkle.
Eduard Stritt był malarzem szkła znanym daleko poza granicami miasta Fryburga. Architekt, prof. Bodo Ebhardt (1865 –1945), któremu powierzono odrestaurowanie zamków: Haut-Koenigsbourg w Alzacji, a także Zamku w Coburgu we Frankonii, przyznał Eduardowi Strittowi kontrakt na renowację witraży w tych obiektach. Za udaną realizację tego projektu artysta otrzymał tytuł malarza nadwornego. Malarz był właścicielem willi przy Mercystraße 2 w Freiburgu.

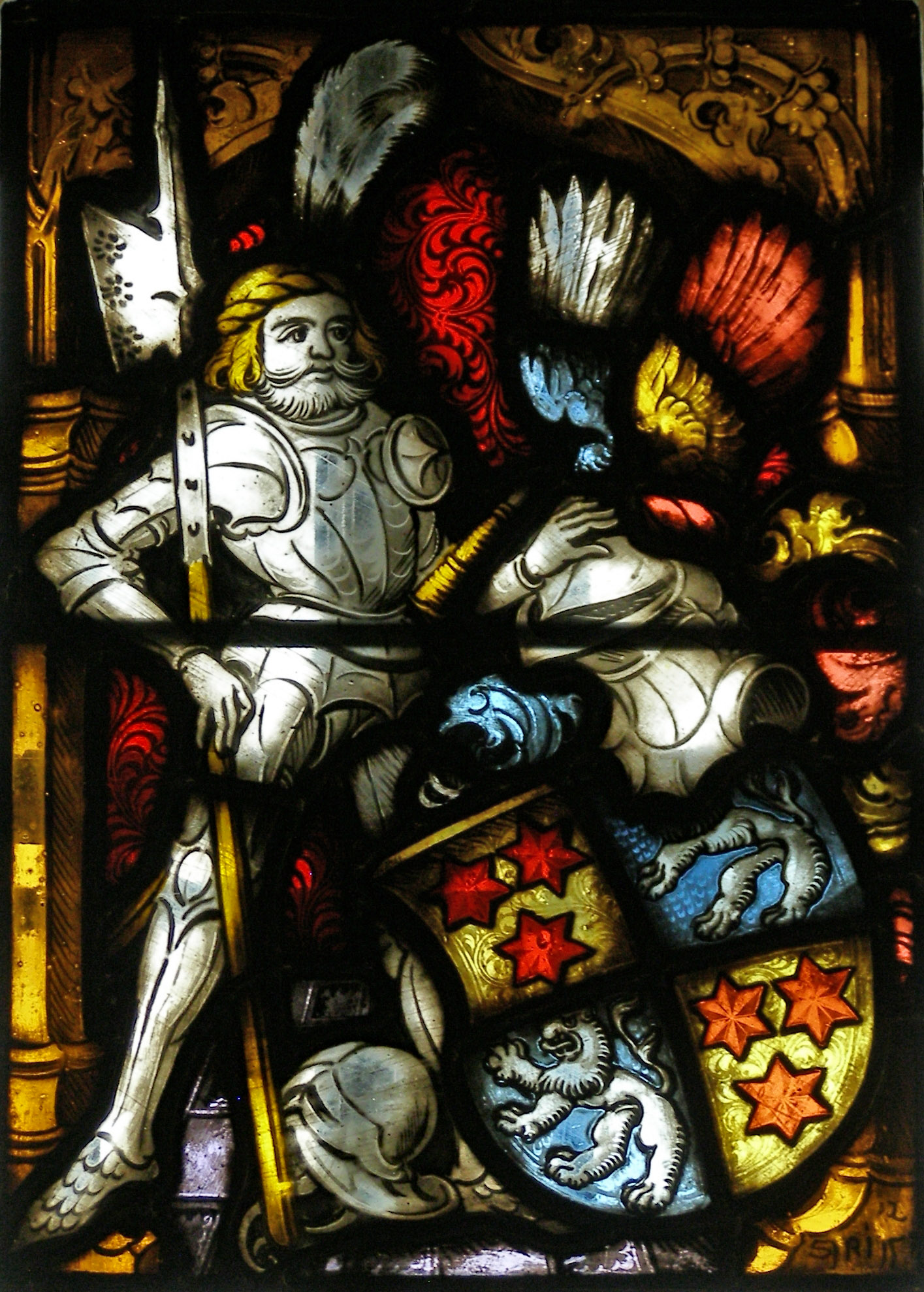
Witraż z herbem Gütschow, Zamek Czocha
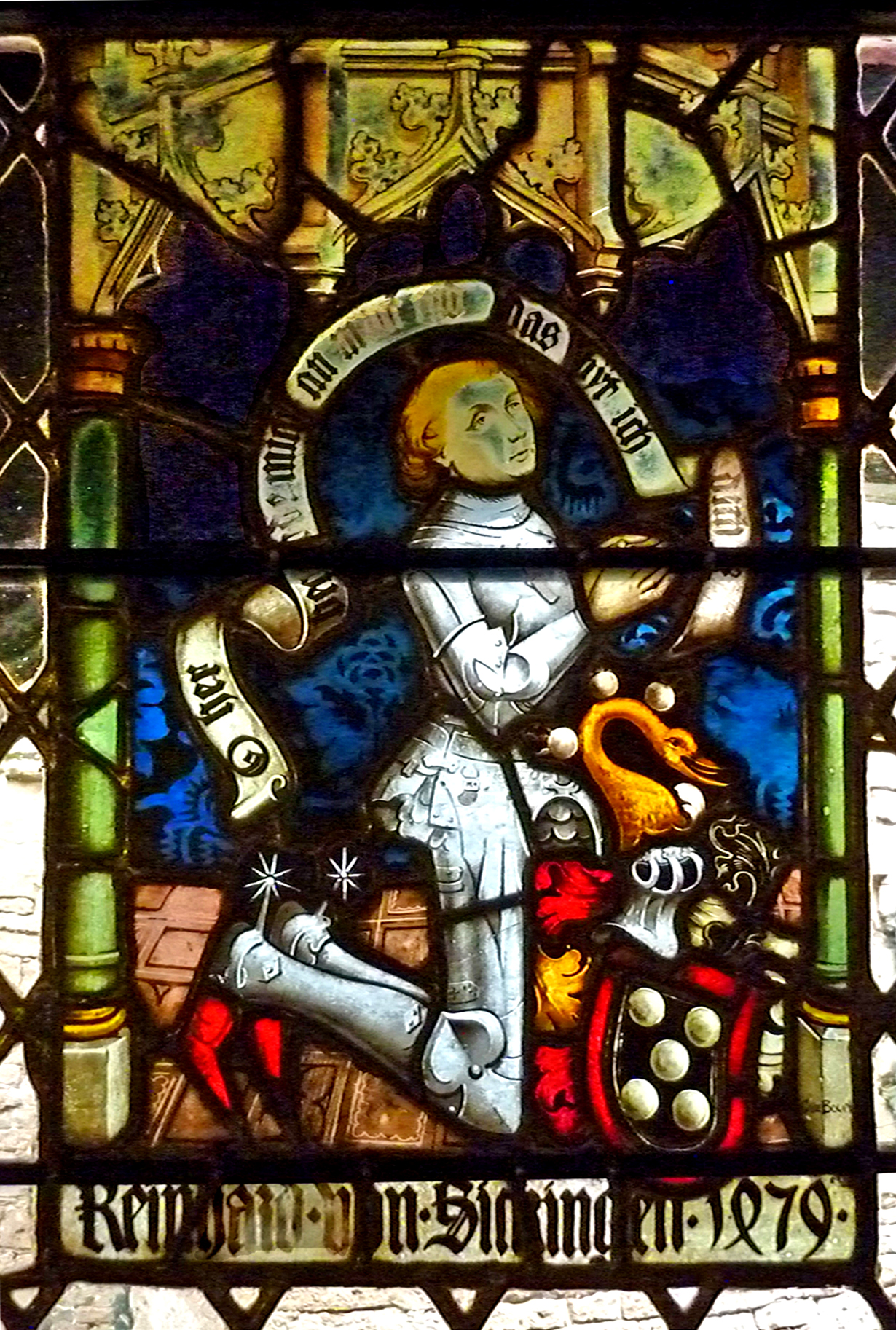
Witraż Reinhard(inne języki), Haut-Kœnigsbourg
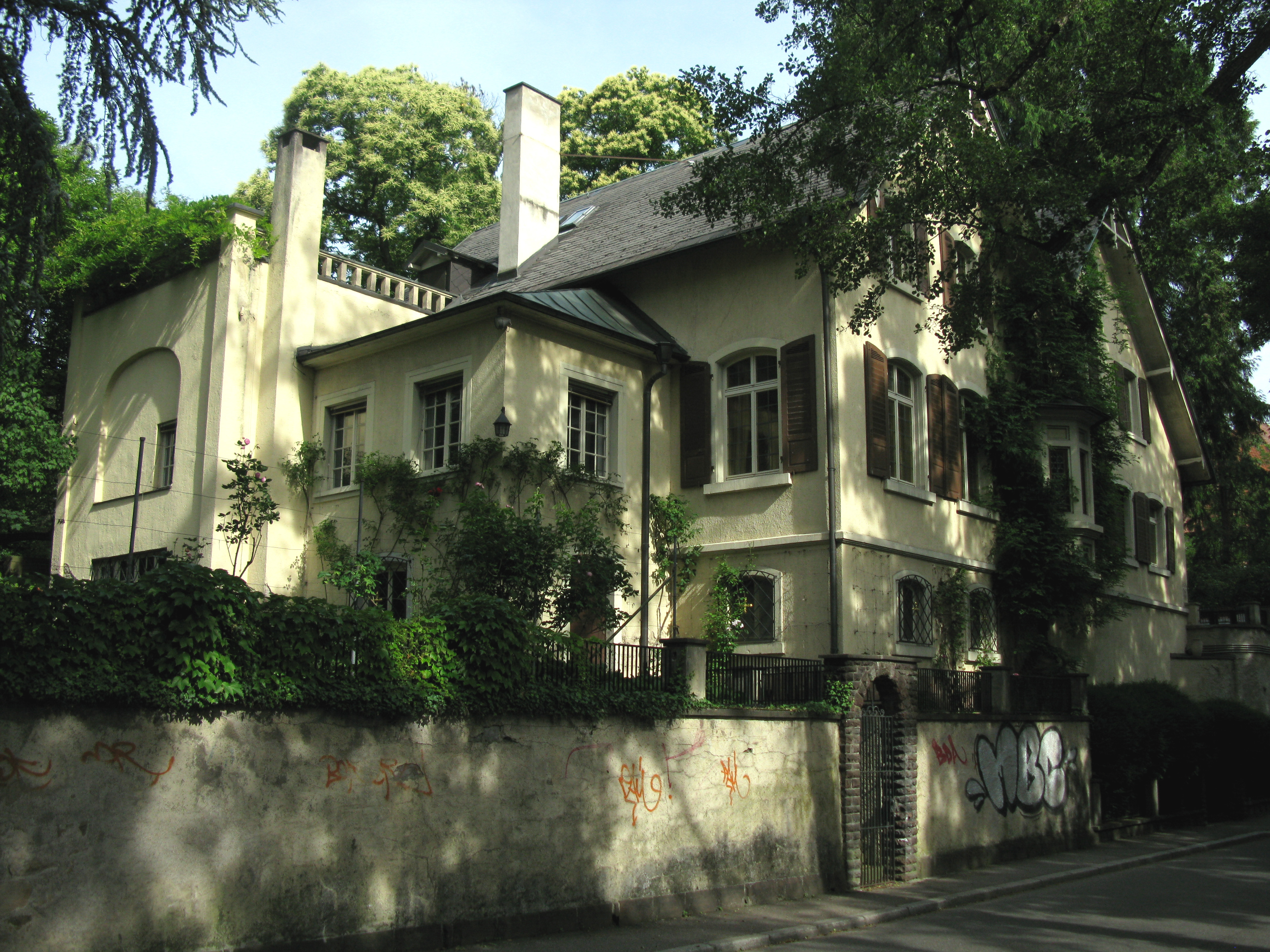
Willa przy Mercystraße 2 w Freiburgu
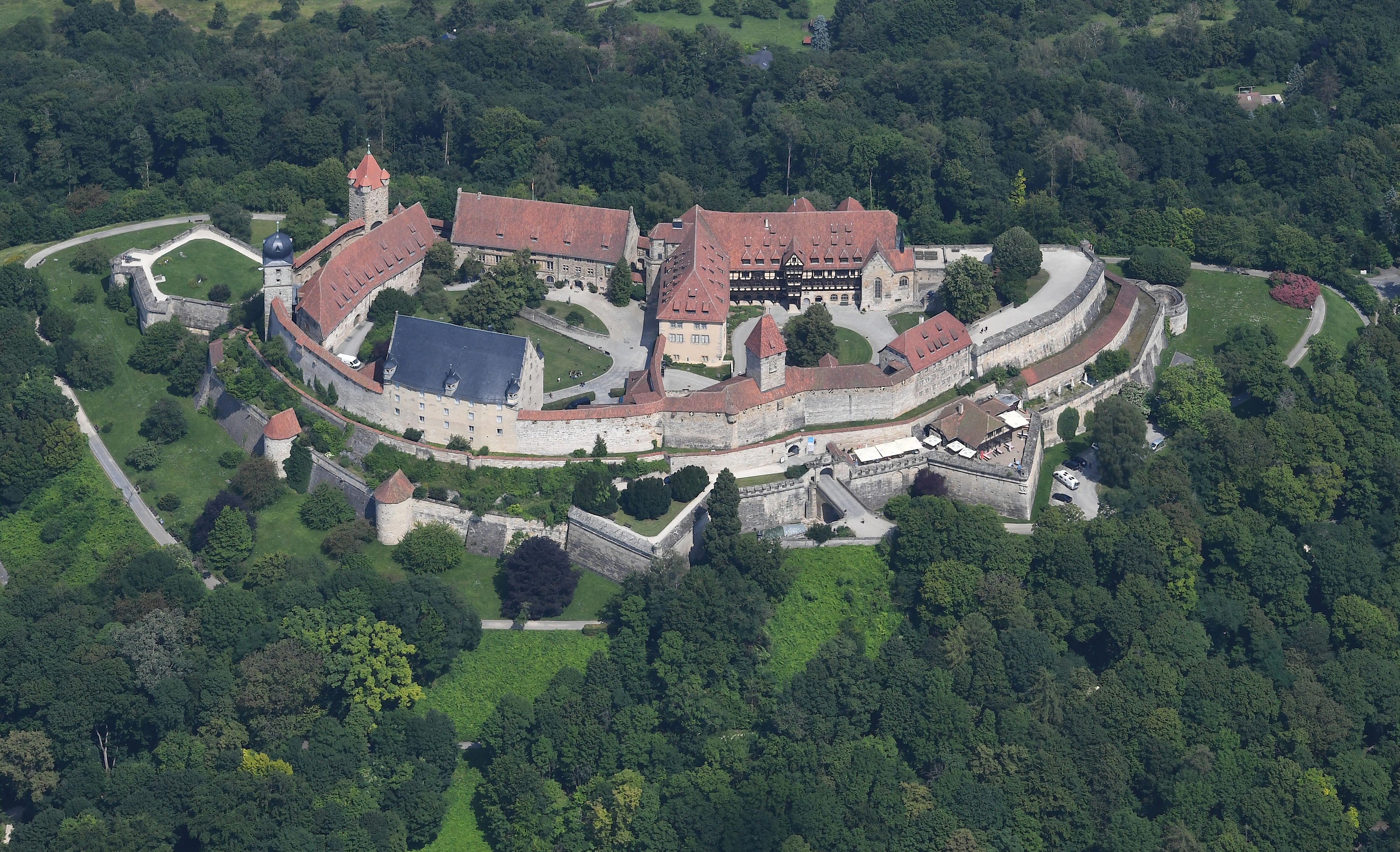
Zamek w Coburgu
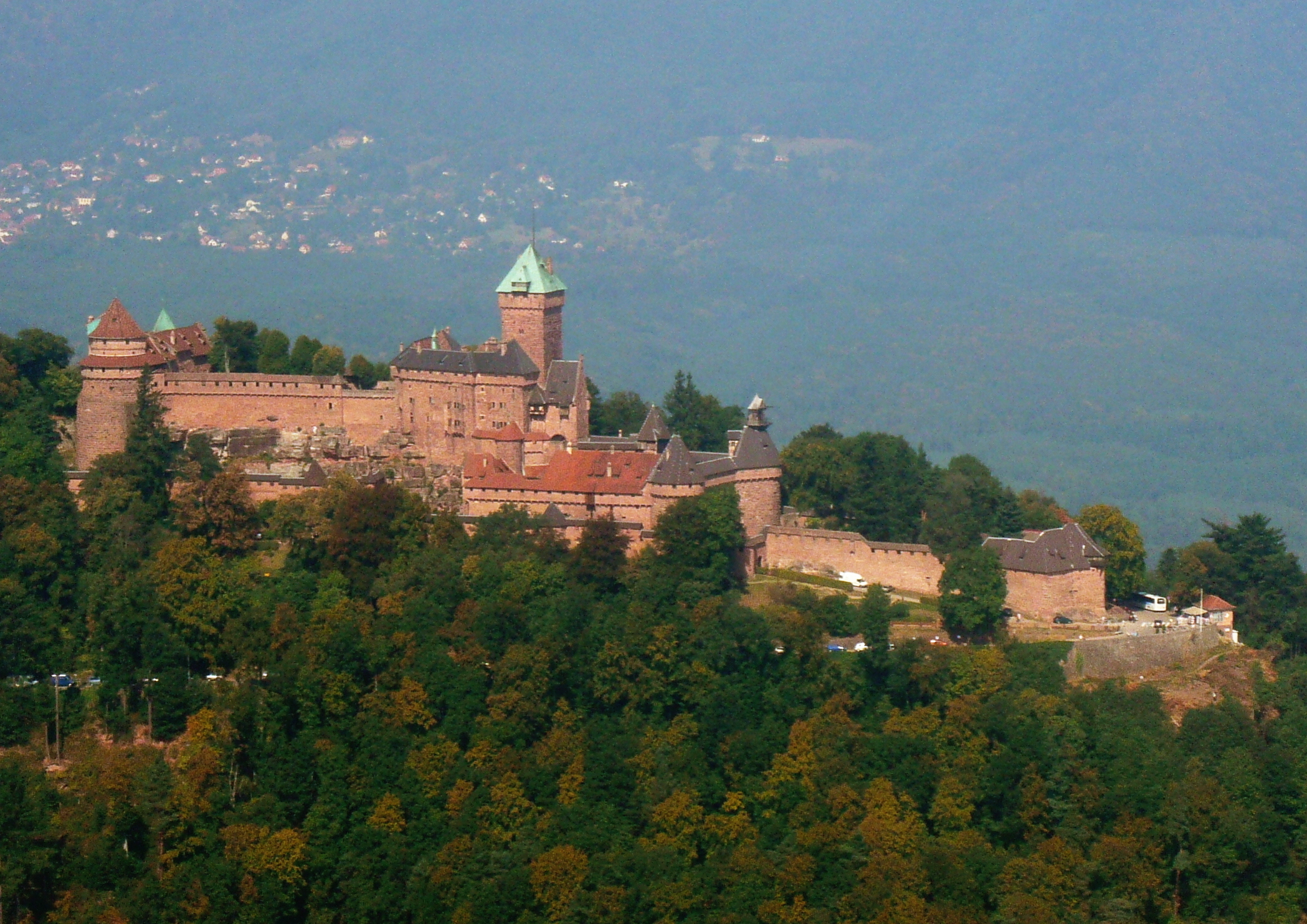
Haut-Koenigsbourg